# Cast in Steel
Cast in Steel è il decimo album in studio del gruppo musicale norvegese a-ha, pubblicato il 4 settembre 2015  su etichetta We Love Music e distribuito dalla Universal.  

## Il disco
Si tratta del primo disco realizzato in studio dopo lo scioglimento della band avvenuto nel 2010. Il disco viene pubblicato a distanza di 30 anni dalla pubblicazione dell'album d'esordio Hunting High and Low. A supporto dell'album gli a-ha sono anche tornati ad esibirsi dal vivo in un tour che ha toccato diversi paesi . 
Da questo album sono stati estratti 3 singoli per il mercato internazionale: Under the makeup, la title track Cast in steel e Objects in the mirror. Ulteriori due singoli sono stati estratti solo per il Regno Unito e per i paesi del Benelux: Forest fire e The Wake.

## Tracce
1. Cast in Steel – 3:50
2. Under the Makeup – 3:25
3. The Wake – 3:45
4. Forest Fire – 3:54
5. Objects in the Mirror – 4:14
6. Door Ajar – 3:45
7. Living at the End of the World – 4:06
8. Mythomania – 3:49
9. She's Humming a Tune – 4:02
10. Shadow Endeavors – 4:21
11. Giving Up the Ghost – 4:15
12. Goodbye Thompson – 3:34

Durata totale: 47:00

## Formazione
- Morten Harket - voce
- Magne Furuholmen - tastiere
- Paul Waaktaar-Savoy - chitarre